# Alfred Kläy
Alfred Kläy (1853 - 1917) was een Zwitsers politicus.
Alfred Kläy was een partijloos politicus. Hij was lid van de Regeringsraad van het kanton Bern. Van 1 juni 1898 tot 31 mei 1899 en van 1 juni 1907 tot 31 mei 1908 was hij voorzitter van de Regeringsraad (dat wil zeggen regeringsleider) van het kanton Bern).